# 腹膜偽粘液腫
腹膜偽粘液腫（ふくまくぎねんえきしゅ）とは、悪性腫瘍の一種。虫垂や卵巣などからゼラチン状の粘液を産生しながら発生する。腹腔内で増殖し、大量の粘液を産生しながら、他臓器に癒着・圧排する病気。

## 検査
- 超音波検査
腫瘍内部は低エコーを呈する。ホタテ貝の辺縁のような波状彎入像（scalloping）がみられることがある。
- CT

## 臨床像
軽度の場合は、腹痛、吐き気などをもよおすが、重度になると、まるで妊婦のお腹のように膨らむ。また、粘液が塊になってくると、内臓を圧迫する。最悪の場合、死に至ることもある。

## 治療
粘液の完全な除去は非常に困難であり、いくら手術を施しても、多少の粘液が残ってしまうのが現状である。抗癌剤による化学療法が効くものもあるが、根治は困難であることが多い。腹膜切除による腫瘍の完全切除と微小な遺残腫瘍を術中温熱化学療法で治療することが唯一の方法であるが、健康保険の適用はなく実施施設も限られている。

## 関連事項
- オードリー・ヘプバーン